# سیارک ۴۲۶۷
سیارک ۴۲۶۷ (به انگلیسی: 4267 Basner، نامگذاری:1971QP) چهار هزار و دویست و شصت و هفتمین سیارک کشف شده‌است که در ۱۸ اوت ۱۹۷۱ کشف شد.
قدر مطلق سیارک برابر ۱۴٫۰۰ است.